# 고환꼬임

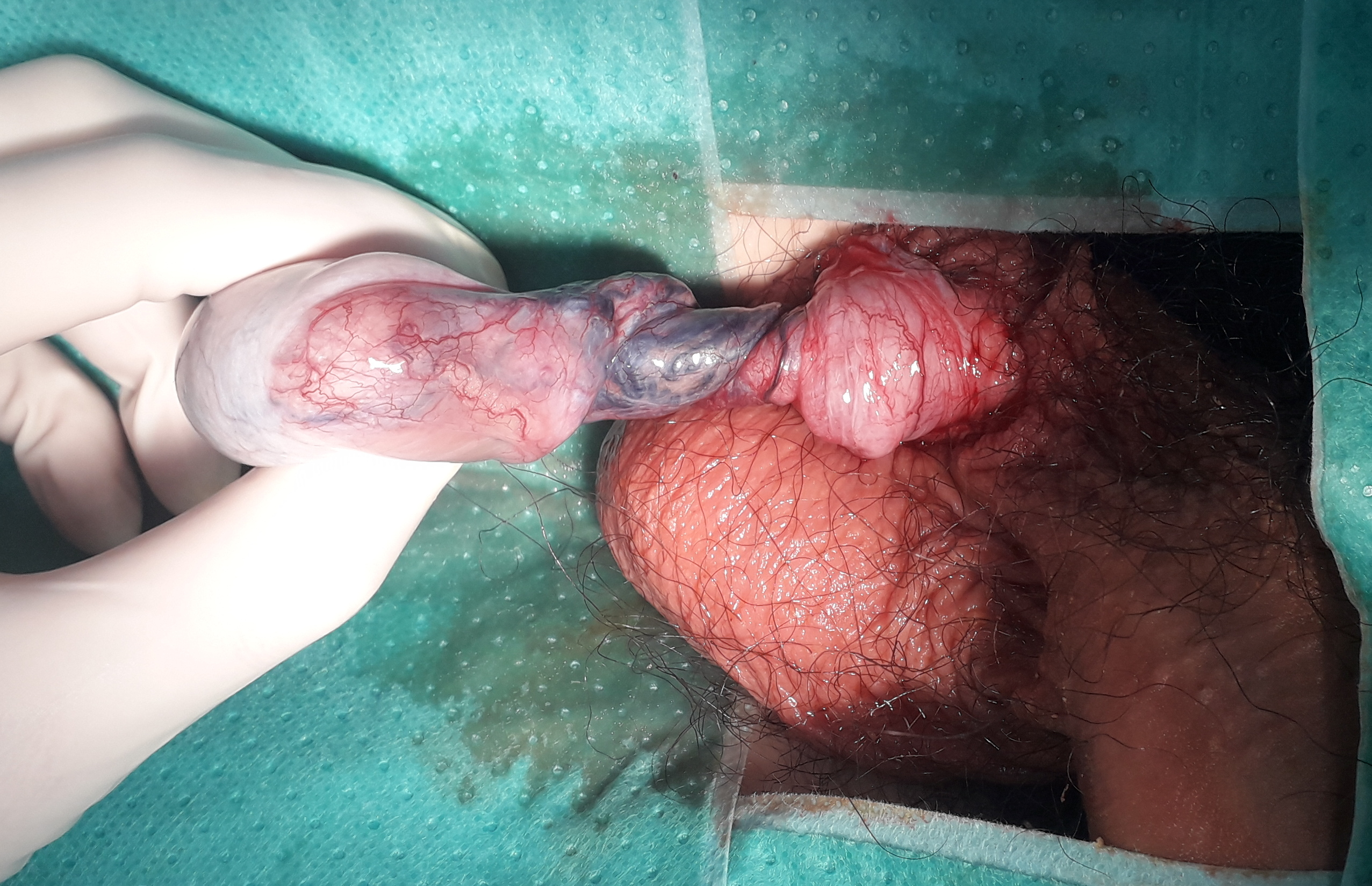

고환꼬임(睾丸-, 영어: testicular torsion) 또는 고환염전증(睾丸捻轉症)은 고환이 꼬이는 병이다. 주로 12세부터 18세까지의 연령대를 통틀어 이르는 사춘기에 제일 많이 발생하며 신생아 때에도 많이 나타난다.

## 증상
심한 복통과 어지러움이 동반될 수 있고, 급성으로 오는 경우에는 오심과 구토가 동반될 수 있으며, 신생아는 안절부절 못하며 음식을 제대로 먹기 힘들게 된다. 그리고 치료가 늦어지면 혈관이 막혀 고환을 제거해야 할 수도 있다.

## 같이 보기
- 난소 염전 (ovarian torsion)